# Michael Donhauser
Michael Donhauser (* 27. Oktober 1956 in Vaduz / Fürstentum Liechtenstein) ist ein österreichischer Schriftsteller.

## Leben
Michael Donhauser wuchs als österreichischer Staatsbürger in Liechtenstein auf, wo er Volksschule und Gymnasium besuchte. Ab 1976 studierte er in Wien Germanistik und Romanistik. 1984 schloss er das Studium mit einer Arbeit zu den deutschen Übersetzungen von Charles Baudelaires »Les Fleurs du Mal« ab. Seit 1986 veröffentlicht Donhauser Prosa, Lyrik und Essays. Darüber hinaus übersetzte er vereinzelt Werke von Arthur Rimbaud und Francis Ponge aus dem Französischen.
Michael Donhauser lebt in Vaduz und Wien.

## Auszeichnungen
- 1988 Josef-Gabriel-Rheinberger-Preis
- 1990 Manuskripte-Preis
- 1995 Christine-Lavant-Lyrikpreis
- 2000 Stipendium Künstlerhaus Edenkoben
- 2001 Mondseer Lyrikpreis
- 2002 Christian-Wagner-Preis
- 2004 Lyrikpreis Meran
- 2005 Ernst-Jandl-Preis
- 2009 Georg-Trakl-Preis für Lyrik
- 2019 Heimrad-Bäcker-Preis[1]
- 2019 „neue texte“-Essay-Preis zum Heimrad-Bäcker-Preis[2]

## Publikationen
- Der Holunder. Prosagedichte, Droschl, Graz 1986
- Edgar. Erzählungen, Residenz, Salzburg 1987
- Die Wörtlichkeit der Quitte. Prosagedichte, Droschl, Graz 1990
- Dich noch und. Liebes- und Lobgedichte, Residenz, Salzburg 1991
- Von den Dingen. Prosagedichte, Hanser, München 1993
- Livia oder Die Reise. Roman, Residenz, Salzburg 1996
- Sarganserland. Gedichte, Urs Engeler Editor, Basel 1999
- Die Gärten. Prosa, Urs Engeler Editor, Basel 2000
- Vom Schnee. Prosa, Urs Engeler Editor, Basel. 2003
- Vom Sehen. Prosa, Urs Engeler Editor, Basel 2004
- Ich habe lange nicht doch nur an dich gedacht. Gedichte, Urs Engeler Editor, Basel 2005
- Schönste Lieder. Urs Engeler Editor, Basel 2007
- Edgar und die anderen. Erzählungen, Urs Engeler Editor, Basel 2008
- Nahe der Neige. Urs Engeler Editor, Basel 2009
- Sechs Variationen. An Werner Hamacher. In: Aris Fioretos (Hrsg.): Babel. Für Werner Hamacher. Urs Engeler Editor, Basel/Weil am Rhein 2009, S. 111–116.
- Variationen in Prosa. Variationen im März. Matthes & Seitz, Berlin 2013, ISBN 978-3-88221-937-1.[3]
- Livia oder Die Reise. Michael Donhauser liest seinen Roman. Mitschnitt der Lesung vom 26. und 27. August 2011 in der Buchhandlung Böttger. mp3-CD mit einer Gesamtlaufzeit von 8:20 Stunden. Edition Böttger, Bonn 2013, ISBN 978-3-9815904-0-1.
- Obstbaumland. Mit 3 Radierungen von Claudia Berg. Edition Böttger, Bonn 2014. Handgefertigte Mappe mit 9 Bl. (Titel, 4 Bl. Text, 3 Bl. Radierungen, Impressum) ISBN 978-3-9815904-3-2.
- Waldwand. Eine Paraphrase. Matthes & Seitz, Berlin 2016[4]
- Schönste Lieder. Einsame Fuge. Mit einem Frontispiz von Adolphe Lechtenberg. Edition Böttger, Bonn 2019. ISBN 978-3-98159048-7.
- Wie Gras. Legenden. Matthes & Seitz, Berlin 2022. ISBN 978-3-7518-0903-0.
- Unter dem Nussbaum. Lyrik und Prosa 1986 bis 2023. Matthes & Seitz, Berlin 2025, ISBN 978-3-7518-0991-7.